# 박강성
박강성(朴康成, 1961년 9월 6일~)은 대한민국의 가수, 작사가, 작곡가이다.

## 생애
대전광역시 출생이며 1980년대 초반 1982년 문화방송에서 주최한 MBC 신인가요제에서 대상을 수상한 후 가요계에 데뷔했다. 
대표곡으로 "문밖에 있는 그대", "장난감 병정", "내일을 기다려" 등이 있으며 양수경 1집 수록곡 "바라볼 수 없는 그대"는 당초 본인(박강성)의 앨범에 수록될 예정이었지만 양수경이 박강성에게 부탁해 자신의 앨범에 넣었다. 
1986년 1집 발표 이후 1990년대 초반부터 1992년 미사리 라이브 카페촌 무대에 공연하였고, 1990년 2집 발표에 이어 1992년 3집 발표하였으며 1993년 뮤지컬 배우 데뷔하였고, 한편으로 1990년대 후반 부터 1997년 미사리 라이브 카페촌 무대에 공연하여 1999년 4집 앨범이 발표되며 또다시 미사리 라이브 공연을 하게 되었고, 2000년대 초반부터 2002년 방송 출연을 재개한다. 
가수 임병수와는 사적으로 음악학원 동기이다. 
2000년대 초반부터에는 주로 2002년 경기도 하남시의 미사리 라이브 카페촌 무대에서 공연을 한다. 
2001년에는 가수 강인원, CCM 음악 보컬 그룹 브니엘(Peniel)과 함께 프로젝트 CCM 음악 찬양곡 음반 《강인원, 박강성, 브니엘 1집》을 발표하기도 하였다.

## 학력
- 대전대신고등학교 졸업
- 중앙대학교 연극영화학과 학사 1981년 3월 입학 ~ 1985년 2월 졸업

## 음반

### 정규
- 1집 (1988년)
- 2집 《장난감 병정》(1990년)
- 3집 《내일을 기다려/안녕》(1992년)
- 4집 《Memories》(1999년)
- 5집 《Nostalgia》(2001년)
- 6집 《Out Going In Seven Years...》(2008년)

### OST
- 《조금만 더》 아들의여자 OST(1993년)
- 《화려한 시절》 OST(2002년)
- 《아내》 OST(2003년)
- 《수상한 삼형제》 OST(2009년)
- 《천사의 선택》 OST(2012년)
- 《엄마》 OST Part 5(2016년)
- 《막돼먹은 영애씨 시즌 15》 OST Part 4(2016년)
- 《니가없다》 끝까지사랑 OST(2018년)

### 작사
- 양수경 1집 〈바라볼 수 없는 그대〉(1988년)

## 출연작

### 뮤지컬
- 1993년 《사운드 오브 뮤직》 ... 폰 트랩 대령 역(주연)
- 1996년 《포기와 베스》 ... 포기 역(주연)